# Erik Welén
Erik Welén, född 22 januari 1983 i Högsbo, Göteborg, är en svensk musiker. Han gick på Rytmus musikgymnasium 1999-2002.
Welén spelar bas i Tiger Lou, Torpedo och Horndal.